# Players Championship de 2007
O Players Championship de 2007 foi a trigésima quarta edição do Players Championship, realizada entre os dias 10 e 13 de maio no PC Sawgrass de Ponte Vedra Beach, na Flórida, Estados Unidos. O torneio foi vencido pelo dono da casa, o norte-americano Phil Mickelson, com 277 tacadas, onze abaixo do par, duas tacadas à frente do vice-campeão espanhol Sergio García.

## Local do evento
Esta foi a vigésima sexta edição realizada no campo do Estádio TPC Sawgrass, em Ponte Vedra Beach, Flórida.